# Чачхалиа, Денис Киршалович
Денис Киршалович Чачхалиа (абх. Денис Кьыршьал-ипа Чачхалиа; род. 21 августа 1950, Ткварчели, Абхазская АССР, Грузинская ССР) — абхазский писатель, историк, переводчик. Член Союза писателей СССР (1984), Союза писателей Абхазии, Союза писателей России. Генеральный директор компании «Аква-Абаза». Заслуженный работник культуры Республики Абхазия (2024).

## Биография
Родился 21 августа 1950 года в Ткуарчале в семье абхазского поэта Киршала Чачхалиа. Закончил абхазскую среднюю школу-интернат в Сухуме.
В 1973 году окончил переводческий факультет Литературного института им. А. М. Горького в Москве, после чего трудился в должности корреспондента газеты «Советская Абхазия» в Сухуме, а позднее — литературным консультантом Союза писателей Абхазии.
В начале 1980-х публикует прозаические произведения, стихи, драмы. Отдельные рассказы писателя были переведены на иностранные языки.
С 1984 года член Союза писателей СССР.
С 1984 по 1989 годы преподавал в Литературном институте в Москве, являясь руководителем творческого семинара по переводу абхазской поэзии и прозы.
В 2020 году за книгу поэтических переводов «Поэзия отражений» был награждён Государственной премией Республики Абхазия им. Дмитрия Гулиа.
В 2021 году за значительный вклад в историческую науку и искусствоведение был удостоен звания «Почетный доктор наук АН РА».
Популярны его переводы на абхазский язык произведений А. Пушкина, С. Есенина, А. Блока, А. Ахматовой, М. Цветаевой, из немецкой поэзии — Гейне, Гёте, Шиллера, а также переводы на русский стихов абхазских поэтов Дмитрия Гулиа, Иуа Когонии, Баграта Шинкуба, Киршала Чачхалиа, Анатолия Аджинджала, Бориса Гургулиа, Таифа Аджбы, Геннадия Аламиа, Рушбея Смыра, Владимира Зантариа, Вячеслава Читанаа. Переводил из грузинской поэзии на русский язык стихи Н. Бараташвили, Г. Табидзе, В. Габескирия, О. Чиладзе, а также стихи литовских советских поэтов.
В 1991 г. основал и возглавил в Сухуме Литературный фонд Союза писателей Республики Абхазия.
В настоящее время — заместитель председателя Правления Союза писателей Абхазии по зарубежным связям.

## Труды
Литературные
- «За чертой горизонта» (сборник стихов), Сухум, 1976
- «Два неба» (сборник стихов), Сухум, 1982
- «Степень родства» (сборник стихов), 1985
- «Брод одинокой ольхи. Рассказы и драма», 1988
- «Смоковница», рассказ, 1988
- «Абхазская лира» (избранные стихи и переводы), Москва, «АКВА-Абаза», 2010
- «Поэзия отражений» (переводы), Москва, «АКВА-Абаза», 2019

Научные
- «Абхазская Православная Церковь. Хроника. Прибавления», Москва, 1997
- «Хроника абхазских царей», Москва, 2000
- «Абхазская школа византийской архитектуры», Сухум, 2012
- «Трехпритворная композиция храмов средневековой Абхазии и её влияние на архитектонику памятников Алании, Руси и Трапезунда». Москва, 2016.
- «Храм Куач-ныха близ Нового Афона. Абхазия», Москва, «АКВА-Абаза», 2018.
- «Абхазское царство. Эпоха Баграта II. 978—1014», Москва, «АКВА-Абаза», 2019.
- «Летопись Абхазских царей» (абх. яз., резюме на рус. яз.). Москва, «АКВА-Абаза», 2020.

Отдельные публикации
- «Он правил Египтом» [О султане-абхазе Али Бее аль Кабире] // Алашара. 1984, № 9
- Самобытный стиль абхазской архитектуры // Советская Абхазия. 1986, 29 мая
- «Моквский кафедрал» // Апсны аказара. 1989, № 1-2. (на абхазском)
- «Абхазская святыня старого Сочи». О почитании очажной цепи на Кавказе // Этнографическое обозрение. 1998, № 1
- «Древности твои Ткуарчал» // Ткварчельский горняк. 1991, № 42-44
- «Мы джигеты, народ вольный». [О княжеском роде Гечба] // Республика Абхазия. 1992, 21 июня
- «Под сенью векового дуба» // Российская историческая газета. 1998, № 1
- «К истории Красной Поляны и её окрестностей» // Джигетский сборник" вып. 1, Москва, 2012
- Историческая топонимика Большого Сочи сер. XIX в. (фамильно-родовая номенклатура) ДС, 1, 2012.

Редакторская работа серии «Абхазия в письменных источниках»
- К. Серена «Путешествия по Абхазии», Москва, 1999 (пер. с французского)
- Ф. Боденштедт «По Большой и Малой Абхазии. О Черкесии», Москва, 2002 (пер. с немецкого)
- Э. Мартель. Кавказская Ривьера. Путешествие по югу России и по Абхазии. Москва, 2004 (пер. с французского)